# 432 Park Avenue
432 Park Avenue és un gratacel residencial situat als carrers 57th Street i Park Avenue del Midtown de Manhattan, Nova York, prop de Central Park. L'edifici fa 425,7 metres d' alçada i te 104 apartaments en copropietat a més de diferents restaurants per a les persones residents. És un dels gratacels més alts del món; era l'edifici residencial més alt del món quan es va acabar de construir, i a més va ser l'edificació més alta de Nova York mesurant des de la planta baixa fins al nivell del terrat, i així superà l'antic World Trade Center. Va ser desenvolupat per CIM Group i Harry B. Macklowe, i va ser dissenyat per l'arquitecte uruguaià Rafael Viñoly. 432 Park Avenue està situat a la Billionaires' Row, i té algunes de les residències més cares i exclusives de la ciutat.

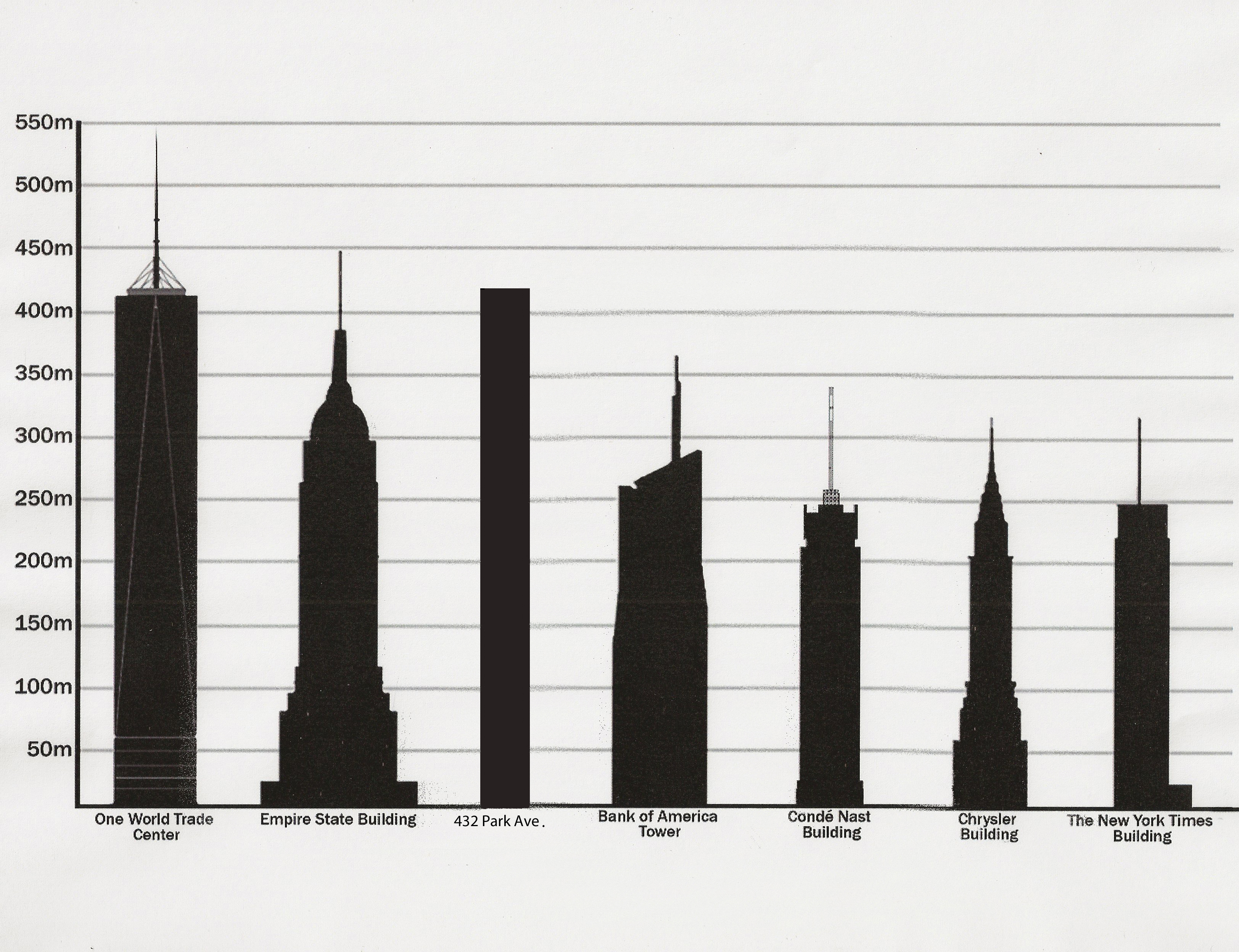
Edificis més alts de la ciutat de Nova York el 2015 (per l'alçada de l'antena). 432 Park Avenue és el tercer de l'esquerra.

432 Park Avenue destaca pel seu volum prim i lleuger, que marca el centre geomètric de l'skyline de Manhattan. Es tracta d'un paral·lelepípede de base quadrada de 28 metres per 28 metres i una alçada de 425,7 metres; pel que fa a la seva proporció, d'1:15, va convertir-lo en un dels gratacels més esvelts del món sencer.

## Construcció
La construcció de l'edifici va requerir la demolició del Drake Hotel, construït el 1926, i que tenia 495 habitacions. El projecte va fer front a retards durant cinc anys, a causa de la manca de finançament, així com a dificultats per adquirir les propietats del lloc. Els plans de construcció van ser aprovats el 2011 i les excavacions van començar l'any següent. Els treballs dels fonaments van començar a principis del 2012, i al maig es van posar les primeres barres de reforç als fonaments. El setembre del 2012, la grua de la torre va estar instal·lada. L'edifici va arribar al nivell del carrer a principis del 2013.
Atesa la simplicitat del disseny, l'edifici s'aixecava al ritme d'una planta a la setmana, mentre que els treballs de les plantes tècniques duraven dues setmanes. D'aquesta manera, 432 Park Avenue va passar la marca dels 300 m al juny del 2014. El 10 d'octubre del 2014 va ser coronat, fet que significava que l'edifici havia assolit la seva alçada màxima. El gener del 2015 gairebé estava acabat, però van haver d'aturar-s'hi les obres per un accident de construcció. A principis del 2016, diverses pàgines web van informar que 432 Park Avenue havia estat oficialment completat el 23 de desembre del 2015.